# Patrick Lavery
Patrick Lavery (28 tháng 2 năm 1884 - tháng 5 năm 1922) là một cầu thủ bóng đá người Anh thi đấu ở vị trí tiền đạo thi đấu ở Football League cho Hull City.

## Thống kê sự nghiệp
| Câu lạc bộ          | Mùa giải            | Giải quốc nội       | Giải quốc nội | Giải quốc nội | Cúp FA  | Cúp FA    | Tổng    | Tổng      |
| Câu lạc bộ          | Mùa giải            | Hạng đấu            | Số trận       | Bàn thắng     | Số trận | Bàn thắng | Số trận | Bàn thắng |
| ------------------- | ------------------- | ------------------- | ------------- | ------------- | ------- | --------- | ------- | --------- |
| Hull City           | 1906-07             | Second Division     | 2             | 0             | 1       | 0         | 3       | 0         |
| Tổng cộng sự nghiệp | Tổng cộng sự nghiệp | Tổng cộng sự nghiệp | 2             | 0             | 1       | 0         | 3       | 0         |